# Danyo Ilunga
Danyo Ilunga (ur. 31 stycznia 1987) – niemiecki kick-boxer kongijskiego pochodzenia, dwukrotny mistrz świata w boksie tajskim, mistrz It’s Showtime oraz finalista turnieju GLORY w kick-boxingu z 2013 .

## Życiorys[3]
Urodził się w Demokratycznej Republice Konga, jako jeden z siedmiorga rodzeństwa. W związku z trwającym w kraju konfliktem wyjechał z rodziną do Niemiec. W 2006 rozpoczął treningi boksu tajskiego pod okiem mistrza Niemiec w K-1 Asmira Burgicia. Mieszkając już w Niemczech, założył wraz z rodziną zespół gospelowy Illunga-gospel Familiy – wspólnie nagrali trzy albumy: Be Gloryfied (2004), Hello Benedictus (2005) i New G (2007). W 2004 jego ojciec założył fundację charytatywną Ręce dla Afryki (niem. Hände für Afrika), angażującą się w pomoc potrzebującym dzieciom z jego rodzinnego kraju. Aktualnie Danyo jest przewodniczącym fundacji.

## Kariera sportowa
Od 2007 startuje w boksie tajskim i kick-boxingu, został m.in. amatorskim mistrzem Niemiec w boksie tajskim. W 2008 wygrał pierwszy zawodowy turniej w wadze ponad 100 kg. 21 marca 2009 przegrał z Brazylijczykiem Andersonem Silvą przez nokaut. 13 czerwca 2009 został mistrzem Europy World Kickboxing Association w wadze ciężkiej, pokonując Chorwata Tomi Colicia przez techniczny nokaut w 4. rundzie.
W latach 2009–2012 dwukrotnie został mistrzem świata organizacji IMC i IKBO w boksie tajskim. 6 marca 2011 zdobył pas mistrza It’s Showtime w wadze do 95 kg, pokonując Wendella Roche’a, który później trzykrotnie obronił w starciach z Serbem Nenadem Pagonisem, Hiszpanem Lorenzo Javierem Jorge i Belgiem Filipem Verlindenem.
6 października 2012 zadebiutował w GLORY, pokonując na punkty Turka Alego Cenika. Po znokautowaniu Francuza Stephane Susperreguia 23 marca 2013 został włączony do turnieju Glory 95kg Slam Tournament. Illunga ostatecznie doszedł do finału turnieju rozgrywającego się 22 czerwca 2013 na gali GLORY 9, przegrywając w nim z Surinamczykiem Tyronem Spongiem przez TKO w 16. sekundzie pojedynku. W drodze do finału pokonał Tunezyjczyka Mourada Bouzidiego oraz Amerykanina Dustina Jacoby’ego, obu na punkty. W latach 2013–2015 zwyciężał m.in. z Holendrem Michaelem Duutem, Rumunem Andrei Stoicą czy Czechem Ondřejem Hutníkiem, wszystkich pokonując przed czasem. W listopadzie 2014 odpadł w półfinale turnieju pretendentów GLORY wagi półciężkiej, po porażce z rąk Brazylijczyka Saulo Cavalariego.
Od kwietnia 2015 notował serię siedmiu porażek z rzędu m.in. w starciach z Zabitem Samiedowem, Artiomem Wachitowem, czy w rewanżach z Bouzidim i Duutem, przełamując się dopiero 9 grudnia 2017 podczas Glory 49 gdzie znokautował w trzecim ich starciu Michaela Duuta.
10 sierpnia 2018 na Glory 56 w Denver zmierzył się o mistrzostwo świata wagi półciężkiej z obrońcą tytułu Artiomem Wachitowem, ostatecznie przegrywając z nim ponownie jednogłośnie na punkty.

## Osiągnięcia
- amatorski mistrz Niemiec IFMA w muay thai
- 2008: 1-King – 1. miejsce w turnieju w kat. +100 kg
- 2009: mistrz Europy WKA w wadze ciężkiej (-95 kg), formuła K-1
- 2009–2010: mistrz świata IMC w kat. -95 kg, formuła muay thai
- 2009: German King Cup – 1. miejsce w turnieju wagi ciężkiej (+95 kg), formuła K-1
- 2010: mistrz świata IKBO w wadze ciężkiej (-95 kg), formuła muay thai
- 2011–2013: mistrz świata It’s Showtime w kat. -95 kg
- 2013: Glory 95kg Slam Tournament – finalista turnieju w wadze półciężkiej
- 2015: GFC Fight Series 3 – finalista turnieju wagi ciężkiej